# Canaveilles
Canaveilles (catalansk: Canavelles) er en by og kommune i departementet Pyrénées-Orientales i Sydfrankrig.

## Geografi
Canaveilles ligger 66 km vest for Perpignan. Nærmeste byer er mod vest Thuès-Entre-Valls (7 km) og mod nordøst Olette (6 km).

## Demografi

### Udvikling i folketal
| 1962                                                              | 1968 | 1975 | 1982 | 1990 | 1999 | 2007 | 2012 | 2017 |
| ----------------------------------------------------------------- | ---- | ---- | ---- | ---- | ---- | ---- | ---- | ---- |
| 47                                                                | 27   | 40   | 50   | 73   | 58   | 49   | 48   | 26   |
| Tal fra og med 1962 er uden dobbelttælling (sans doubles comptes) |      |      |      |      |      |      |      |      |